# Pedigree Dogs Exposed
Pedigree Dogs Exposed är en dokumentärfilm från 2008, producerad av BBC. Programmet tar upp frågan om hur den hårda aveln på olika hundraser har inverkat negativt på djurens hälsa, bland annat för att hundaveln under 1900-talet har bytt inriktning, från att inrikta sig på djurens funktion, till deras yttre.

## Om dokumentären

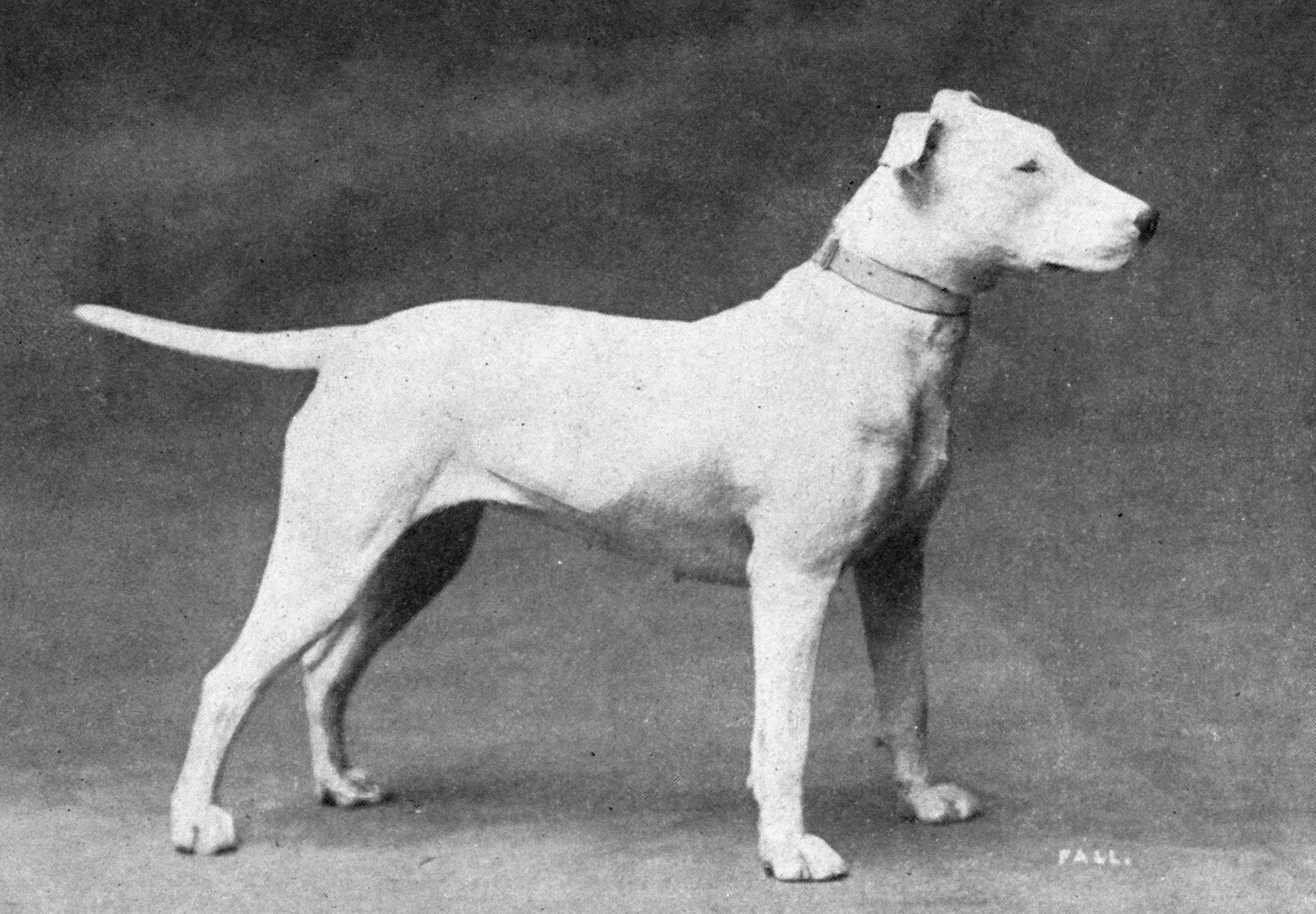
Bullterrier från 1915, med markerad panna.

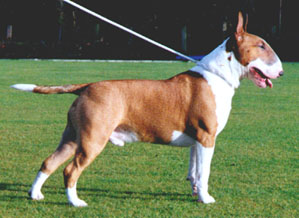
Nutida bullterrier, med mycket annorlunda huvudform.

Programmet visar hur markant vissa hundraser har förändrats på mindre än 100 år. Många hundraser som idag används i utställningsyfte är extremt inavlade, och har massor med nedärvda sjukdomar och andra allvarliga hälsoproblem. Exempel från brittiska kennelklubben visar hur närbesläktade hundar avlas för att producera valpar med för rasen särskiljande drag. Några exempel i dokumentären på hundraser som på relativt kort tid genomgått omfattande avel är bullterrier, tax, bulldogg, schäfer, mops och basset hound.